# Sverre Bergh
Sverre Arvid Bergh, född 2 november 1915 i Hamar, död 8 december 1980 i Bergen, var en norsk dirigent, pianist och kompositör.
Bergh studerade musikteori för Fartein Valen 1935–1937. Mellan 1946 och 1952 var han anställd vid Norsk Rikskringkasting som musikarrangör. Åren 1956–1976 var han kapellmästare vid Den Nationale Scene i Bergen. Från 1976 var han direktör för Festspelen i Bergen. Bergh satte musik till en mängd filmer och hörspel, och till operetten Tre gamle jomfruer. Han skrev även kammarmusik, en klarinettkonsert, en orgelkomposition, Invocatio (Tillbedjan), samt klaverstycken och sånger. Åren 1951–1956 var han musikanmälare vid Dagbladet.
Han var gift med skådespelaren Eva Bergh och bror till violinisten och dirigenten Øivind Bergh.

## Filmmusik (urval)
- 1946 – På kant med samhället
- 1947 – 5 år – som vi så dem
- 1951 – Skadeskutt
- 1951 – Storfolk og småfolk
- 1952 – Andrine og Kjell
- 1953 – Ung frue forsvunnet
- 1955 – Hjem går vi ikke